# Wenzel Robert von Gallenberg
Wenzel Robert Graf von Gallenberg (Vienna, 1783 – 1839) è stato un compositore austriaco, autore di numerosi balletti.

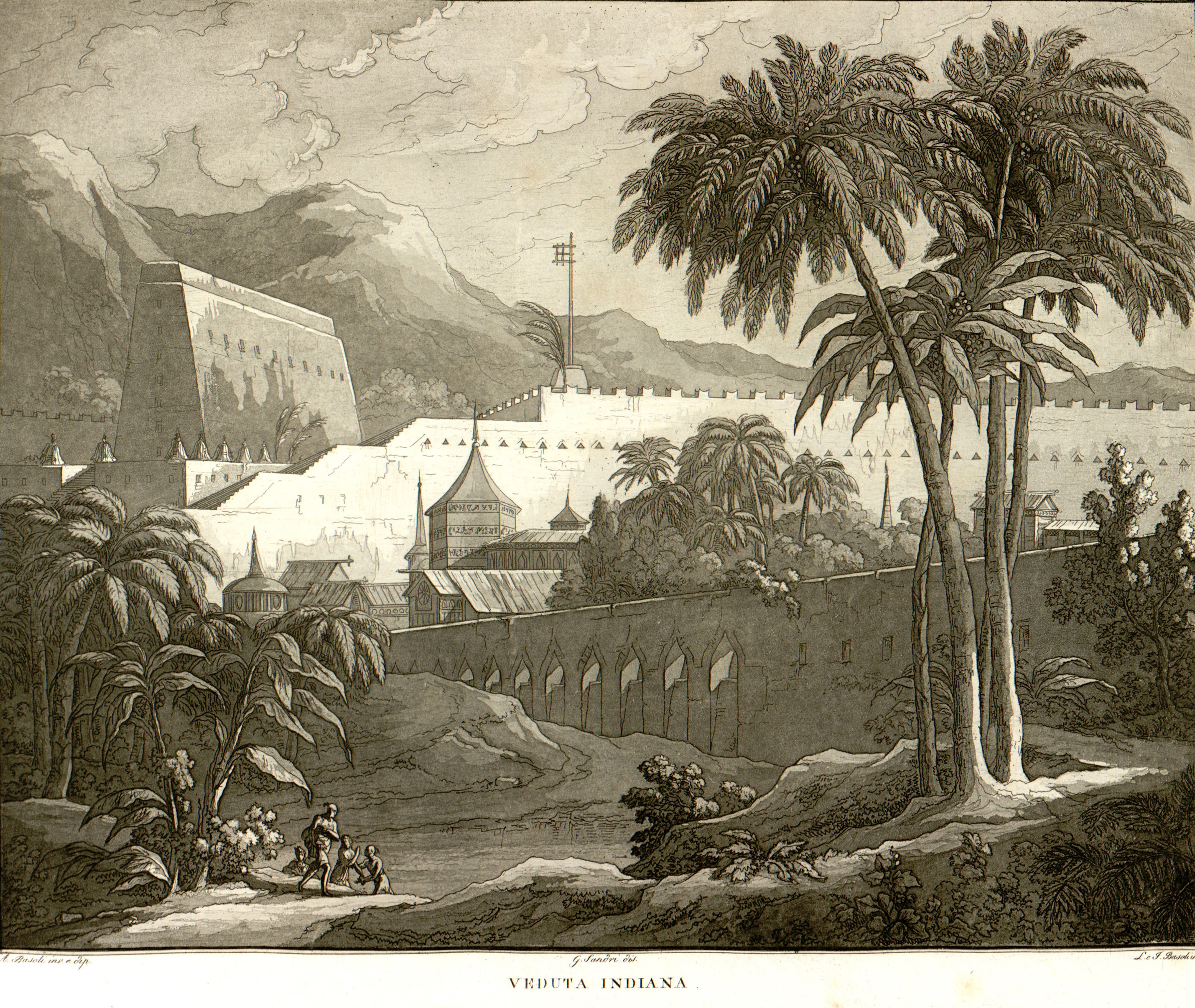
Veduta Indiana, bozzetto per I riti indiani (1813). Archivio Storico Ricordi

Nato a Vienna, studiò presso Albrechtsberger, e sposò nel 1803 la contessa Giulietta Guicciardi, amata da Beethoven. 
Trasferitosi a Napoli con la moglie nel 1805, compose musiche di festa per Giuseppe Bonaparte e dopo un anno o due fu selezionato per dirigere la musica nel Teatro San Carlo, allora teatro di corte,  in cui introdusse la migliore musica tedesca, innalzando di livello ed estendendo la gamma della musica di Napoli.
Dal 1821 al 1823 fu assistente manager di Domenico Barbaja, poi direttore del Teatro di Corte di Vienna. Gallenberg ne ottenne la direzione nel 1829, ma fallì per mancanza di fondi, e ritornò a Napoli, ove lavorò nuovamente con Barbaja come compositore di balletti e direttore. Gallenberg fu un compositore prolifico, ma le sue opere furono presto dimenticate. Egli compose una sonata, fantasie, marce ed altri pezzi per pianoforte, ma anche innumerevoli ouverture, e quaranta o cinquanta balletti. 
I suoi balletti più conosciuti alla sua epoca furono: Sansone; Arsinoe e Telemaco; Amleto; Alfred der Grosse; Jeanne d'Arc; Ismann's Graab; La Carovana del Cairo; Caesar in Egypten; Theodosia; Agnes und Fitz Henri; Il Ratto di Latona; I riti indiani.